# Hyperboreus Labyrinthus
Hyperboreus Labyrinthus es una formación geológica de tipo labyrinthus en la superficie de Marte, localizada con el sistema de coordenadas planetocéntricas a 81.18° latitud N y 302.41° longitud E, que mide 111.97 km de diámetro. El nombre fue aprobado por la Unión Astronómica Internacional en 1988 y hace referencia a una de las características de albedo en Marte.